# Pala di San Girolamo
La Pala di San Girolamo (Madonna delle Grazie con San Girolamo, Sant'Eusebio, Sant'Eustochia e Santa Paola) è un dipinto a olio su tela del 1541 di Paolo da Caylina il Giovane, conservato nella basilica di Santa Maria delle Grazie a Brescia, sull'altare dedicato a San Girolamo.

## Storia
La pala fu realizzata nel 1541 per l'altare di San Girolamo nella Basilica di Santa Maria delle Grazie a Brescia. L'opera è stata oggetto di studi e restauri nel corso degli anni, mantenendo la sua collocazione originaria all'interno della basilica.

## Descrizione
Il dipinto raffigura la Madonna delle Grazie in trono con il Bambino, affiancata da san Girolamo, sant'Eusebio, sant'Eustochia e santa Paola. La composizione presenta la Vergine al centro, seduta su un trono tra le nuvole, con il Bambino in braccio. Ai lati, i santi sono disposti in atteggiamento di devozione.

## Stile
La Pala di San Girolamo è datata 1541 e costituisce una delle ultime testimonianze note dell'attività di Paolo da Caylina il Giovane. L'opera rivela un linguaggio maturo, in cui confluiscono soluzioni luministiche e compositive di area lombardo-emiliana, accostate a moduli pittorici aggiornati secondo le esperienze coeve del Moretto da Brescia e di Girolamo Savoldo.
La scena è costruita con uno schema simmetrico, dominato dalla figura centrale della Madonna in trono, affiancata dai quattro santi disposti in modo gerarchico. Le figure sono impostate su un forte senso di frontalità, e conservano una certa rigidità compositiva di ascendenza quattrocentesca. Tuttavia, i volumi pieni e ben calibrati, la resa naturalistica delle vesti e l'uso controllato della luce attestano una piena assimilazione delle tendenze rinascimentali più avanzate.
Nonostante l'accuratezza dell'esecuzione e la solidità della struttura, l'opera è stata definita come una prova priva di originalità, legata a formule ormai cristallizzate e a un'imitazione generica degli stili dominanti nel primo Cinquecento bresciano. Il dipinto si colloca quindi in una fase conclusiva dell'attività di Caylina, in cui la qualità tecnica resta elevata, ma la forza inventiva appare ormai attenuata.